# Ranca Bango
Ranca Bango is een bestuurslaag in het regentschap Tangerang van de provincie Banten, Indonesië. Ranca Bango telt 5215 inwoners (volkstelling 2010).